# Charles Herschel Sisam
Charles Herschel Sisam (8 tháng 9 năm 1879, Cedar Rapids, Iowa – 4 tháng 12 năm 1964) là một nhà toán học người Mỹ.
Ông nhận bằng cử nhân năm 1902 từ Đại học Michigan và sau đó, bằng thạc sĩ năm 1903 và tiến sĩ năm 1906, dưới sự giám sát của Virgil Snyder, từ Đại học Cornell. Khi đang nghiên cứu sinh tiến sĩ, Sisam là một giáo viên toán học ở Học viện Hải quân Hoa Kỳ từ năm 1904 để năm 1906. Ông là một người hướng dẫn trong 1906-1907, một nhà nghiên cứu trong 1907-1909, và một giáo sư 1909-1918 tại các trường Đại học của bang Illinois. Từ năm 1918 để năm 1948 ông là một giáo sư tại Đại học Colorado. Ông đã nghiên cứu về đại bề mặt và đã được một người dự thính trong năm 1928 ở Bologna. Ông là biên tập viên của các Trao đổi Toán học xã Hội Mỹ từ năm 1930 đến năm 1936.
Sisam đã kết hôn và có một con gái.

## Tác phẩm chọn lọc

### Bài viết
- "On self-dual scrolls". Bulletin of the American Mathematical Society. Quyển 10 số 9. 1904. tr. 440–441. doi:10.1090/s0002-9904-1904-01140-4. MR 1558144.
- "On Some Loci Associated with Plane Curves". American Journal of Mathematics. Quyển 31 số 3. 1909. tr. 253–262. doi:10.2307/2369930.
- "On Sextic Surfaces Having a Nodal Curve of Order 8". American Journal of Mathematics. Quyển 38 số 4. 1916. tr. 373–386. doi:10.2307/2370344.
- "On a configuration on certain surfaces". Bulletin of the American Mathematical Society. Quyển 22 số 8. 1916. tr. 381–383. doi:10.1090/s0002-9904-1916-02796-0. MR 1559805.
- "On Surfaces Containing Two Pencils of Cubic Curves". American Journal of Mathematics. Quyển 41 số 3. 1919. tr. 212–224. doi:10.2307/2370333.
- "On Surfaces Containing a System of Cubics that do not Constitute a Pencil". American Journal of Mathematics. Quyển 41 số 1. 1919. tr. 49–59. doi:10.2307/2370477.
- "On varieties of three dimensions with six right lines through each point". American Journal of Mathematics. Quyển 52 số 3. 1930. tr. 607–610. doi:10.2307/2370628.
- "Resultants and Symmetric Functions". National Mathematics Magazine. Quyển 9 số 2. 1934. tr. 46–52. doi:10.2307/3028882.